# Извођач
Извођач (енгл. Мusic performer) је музичар (инструменталиста, певач), група музичара (хор, оркестар), играч (соло-солиста) или група играча (балет, фолклор и сл) који јавно изводе, интерпретирају неко дело у концертним или оперским дворанама, позориштима, домовима културе, угоститељским објектима: хотелима, ресторанима, клубовима...
Музички извођач може бити стално запослен или слободни уметник. Многи извођачи раде и као предавачи. 
Извођач може бити професионалац (живи искључиво од извођаштва) или аматер (извођаштво му је хоби). 
По музичком образовању, извођач може бити школован и нешколован (приучен). Школовани извођач је завршио основну музичку школу у којој је морао да изабере одсек (инструмент) који ће учити: клавирски, гудачки (виолина, виола, виолончело, контрабас), дувачки (флаута, кларинет, обоа, труба, тромбон, хорна, фагот), одсек за хармонику, харфу, гитару, удараљке, џез музику, рану музику, певање (соло). 
Даље музичко образовање за звање музички извођач стиче се у средњој музичкој школи, а потом на музичкој академији - факултету.
Само врхунски извођач може бити уметник.